# Factores de fricción de Perrin
En hidrodinámica, los factores de fricción de Perrin son factores de ajuste de tipo multiplicativo a la fricción traslacional y rotacional de un esferoide rígido, con respecto a los factores de fricción correspondientes a esferas del mismo volumen. Estos factores fueron calculado por primera vez por Jean-Baptiste Perrin.
Estos factores son aplicables a esferoides (por ejemplo, elipsoides de revolución), que quedan caracterizados por una relación axial p = (a/b), definida entre el semieje axial a
(o sea el semieje a lo largo del eje de revolución) dividido por el semieje ecuatorial b. En esferoides prolados, la relación axial es p > 1 dado que el semieje axial es más largo que los semiejes ecuatoriales. En forma análoga, en esferoides oblatos, la relación axial es p < 1 dado que el semieje axial es más corto que los semiejes ecuatoriales. Finalmente, para una esfera, la relación axial es p = 1, dado que los tres semiejes son de igual longitud.

## Factor S de Perrin
En las ecuaciones que se presentan a continuación, se define el factor S de Perrin. Para esferoides prolatos (es decir esferoides con forma de cigarro con dos ejes cortos y un eje largo)
{\displaystyle S\ {\stackrel {\mathrm {def} }{=}}\ 2{\frac {\mathrm {atanh} \ \xi }{\xi }}}
donde el parámetro {\displaystyle \xi } se define por la expresión
{\displaystyle \xi \ {\stackrel {\mathrm {def} }{=}}\ {\frac {\sqrt {\left|p^{2}-1\right|}}{p}}}
En forma similar, para esferoides oblatos (o sea esferoides con forma de disco con dos ejes largos y un eje corto) 
{\displaystyle S\ {\stackrel {\mathrm {def} }{=}}\ 2{\frac {\mathrm {atan} \ \xi }{\xi }}}
Para esferas, {\displaystyle S=2}, lo que se puede demostrar si se toma el límite para {\displaystyle p\rightarrow 1} en las expresiones de esferoides prolados u oblatos.

## Factor de fricción de traslación
El coeficiente de fricción de un esferoide arbitrario de volumen {\displaystyle V} es: 
{\displaystyle f_{tot}=f_{sphere}\ f_{P}}
donde {\displaystyle f_{sphere}} es el coeficiente de fricción traslacional de una esfera de volumen equivalente (ley de Stokes)
{\displaystyle f_{sphere}=6\pi \eta R_{eff}=6\pi \eta \left({\frac {3V}{4\pi }}\right)^{(1/3)}}
y {\displaystyle f_{P}} es el factor de fricción de traslación de Perrin
{\displaystyle f_{P}\ {\stackrel {\mathrm {def} }{=}}\ {\frac {2p^{2/3}}{S}}}
El coeficiente de fricción está relacionado con la constante de difusión D mediante la relación de Einstein
{\displaystyle D={\frac {k_{B}T}{f_{tot}}}}
por lo tanto se puede medir directamente, {\displaystyle f_{tot}} utilizando ultracentrifugación analítica, o indirectamente utilizando alguno de los varios métodos que están disponibles para medir la constante de difusión (por ejemplo, NMR y dispersión dinámica de luz).